# Better Together (EP)
Better Together —en español: Mejor Juntos— es el primer EP del grupo americano Fifth Harmony. Este fue lanzado el 22 de octubre de 2013 por Syco Music y Epic Records. El grupo trabajó en el EP con productores y escritores como The Monsters and the Strangerz, Savan Kotecha y Harmony Samuels. Julian Bunetta trabajó como productor ejecutivo.
Tiene una edición deluxe vendida exclusivamente en la tienda oficial de Fifth Harmony que contiene todos los EP de la era, además de una tarjeta para descargar digitalmente el EP de remixes.
"Miss Movin' On" es el primer sencillo y alcanzó el puesto número 76 en la lista musical Billboard Hot 100.

## Antecedentes
Después de quedar en tercer lugar en The X Factor USA, Simon Cowell decidió firmar un contrato discográfico con el grupo con su discográfica Syco Music y con Epic Records por parte de L.A. Reid quien también era jurado en el programa. El 16 de febrero, el grupo empezó a trabajar en el EP y su álbum próximo a lanzar con el productor y escritor multiplatino Julian Bunetta, quien ha trabajado con artistas como One Direction, Boyz II Men, Flo Rida, Natasha Bedingfield y Leona Lewis.

## Promoción
El grupo acompañó a la cantante británica Cher Lloyd en su gira I Wish Tour, que empezó el 6 de septiembre de 2013. Fueron teloneras de dicho tour. Todas las canciones del EP son presentadas en el concierto, incluyendo los bonus tracks de iTunes y Target.
El día del lanzamiento del EP, Fifth Harmony concedió una entrevista de 30 minutos a "Live From MTV" en directo desde MTV.com. También han presentado el sencillo "Miss Movin' On" en programas como "Live with Kelly and Michael" y "The Arsenio Hall Show". El quinteto asistió al programa de VH1, "Big Morning Buzz" con Carrie Keagan el 23 de octubre de 2013. Otras visitas durante la semana del lanzamiento fueron a la sede de Billboard y al edificio Empire State donde se hicieron fotos y entrevistas. Además estuvieron firmando ejemplares del EP en el Westfield Sunrise de Massapequa el 22 de octubre y en el Smith Haven de Lake Grove el 23 de octubre.

## Música y Letras
Better Together presenta cinco temas diferentes y consiste principalmente en pop que explora
dance-pop inspirado en los 80, pop rock, música urbana minimalista y bubblegum pop. Las integrantes de Fifth Harmony coescribieron las canciones "Don't Wanna Dance Alone", "Who Are You" y "Me & My Girls".
El extended play se abre con el tema inspirado en los 80's "Don't Wanna Dance Alone" que tiene un uptempo dance e incorpora elementos de música funk. La canción ganó comparaciones con Whitney Houston y I Wanna Dance with Somebody (Who Loves Me) por tener un mensaje similar y un sonido optimista.
El segundo tema es el sencillo principal "Miss Movin' On", cuyo contenido lírico transmite un mensaje de empoderamiento al expresar el sentimiento de "seguir adelante con una relación". Según David Greenwold de Billboard, el "tema empoderador cumple la promesa de "pop divertido" del grupo".
Sugarscape comparó el tema con el estilo musical de Demi Lovato. Tiene un power pop-influenciado chorus.
La canción que da título al disco, "Better Together", es una canción de R&B-pop, con críticas que comparan su sonido con el estilo musical de Mariah Carey y Ariana Grande. La cuarta canción, "Who Are You", es la única balada presente en el extended play, que contiene una melodía lenta de piano. melodía y cuerdas armonizando alrededor. La última pista "Leave My Heart Out Of This" es una canción pop rock con guitarra acústica durante los primeros versos y un breakdown, recibiendo comparaciones con la canción de Demi Lovato "Heart Attack".

### Sencillos
"Miss Movin' On" fue lanzado como el sencillo debut y principal del grupo el 16 de julio de 2013. La canción debutó en el número 85, y alcanzó el número 76 en el Billboard Hot 100, pasando un total de once semanas allí y llegando al número 27 en la lista Billboard Pop Singles. La canción fue certificada Oro en los Estados Unidos por vender ventas combinadas y unidades de streams equivalentes a pistas de 500.000 en junio de 2014.
"Me & My Girls" fue lanzado como sencillo promocional a través de Radio Disney y alcanzó el número 4 en el Bubbling Under Hot 100, el número 17 en el Heatseekers Songs, y el número 53 en Digital Songs.

## Recepción  comercial
Better Together alcanzó el número seis en la lista Billboard 200, otorgando al grupo su primera entrada en el top ten con unas ventas en la primera semana de 23.000, también debutó en el número tres en Digital Albums. También debutó en el número 18 en la New Zealand Albums Chart y en el número 22 en la Canadian Albums Chart.
Los siguientes lanzamientos del extended play, Juntos Acoustic alcanzó el número cinco en Latin Pop Albums, mientras que Better Together: The Remixes debutó en el número 20 de la lista Billboard Dance/Electronic Albums. Juntos debutó en el número dos de las listas Billboard Top Latin Albums y Latin Pop Albums.

## Lista de Canciones
| Better Together – Standard edition |                              |          |  |
| N.º                                | Título                       | Duración |  |
| 1.                                 | «Don't Wanna Dance Alone»    | 3:50     |  |
| 2.                                 | «Miss Movin' On»             | 3:14     |  |
| 3.                                 | «Better Together»            | 3:14     |  |
| 4.                                 | «Who Are You»                | 3:56     |  |
| 5.                                 | «Leave My Heart Out of This» | 3:50     |  |
| 18:04                              |                              |          |  |

| Better Together – Target edition |            |          |  |
| N.º                              | Título     | Duración |  |
| 6.                               | «One Wish» | 3:28     |  |

| Better Together – iTunes Store edition and 2023 digital reissue |                 |          |  |
| N.º                                                             | Título          | Duración |  |
| 6.                                                              | «Me & My Girls» | 3:24     |  |
| 21:28                                                           |                 |          |  |

| Juntos – Standard edition |                                                               |          |  |
| N.º                       | Título                                                        | Duración |  |
| 1.                        | «Que Bailes Conmigo Hoy» (Don't Wanna Dance Alone)            | 3:37     |  |
| 2.                        | «Sin Tu Amor» (Miss Movin' On)                                | 3:15     |  |
| 3.                        | «Tu Eres Lo Que Yo Quiero» (Better Together)                  | 3:16     |  |
| 4.                        | «Eres Tu» (Who Are You)                                       | 3:58     |  |
| 5.                        | «Que El Corazon No Hable Por Mi» (Leave My Heart Out of This) | 3:52     |  |
| 17:58                     |                                                               |          |  |

| Juntos – Acoustic edition |                                                                                     |          |  |
| N.º                       | Título                                                                              | Duración |  |
| 1.                        | «Que Bailes Conmigo Hoy - Acustica» (Don't Wanna Dance Alone - Acoustic)            | 3:37     |  |
| 2.                        | «Sin Tu Amor - Acustica» (Miss Movin' On - Acoustic)                                | 3:15     |  |
| 3.                        | «Tu Eres Lo Que Yo Quiero - Acustica» (Better Together - Acoustic)                  | 3:16     |  |
| 4.                        | «Eres Tu - Acustica» (Who Are You - Acoustic)                                       | 3:56     |  |
| 5.                        | «Que El Corazon No Hable Por Mi - Acustica» (Leave My Heart Out of This - Acoustic) | 3:54     |  |
| 18:00                     |                                                                                     |          |  |

| Better Together – Acoustic edition |                                         |          |  |
| N.º                                | Título                                  | Duración |  |
| 1.                                 | «Don't Wanna Dance Alone - Acoustic»    | 3:37     |  |
| 2.                                 | «Miss Movin' On - Acoustic»             | 3:14     |  |
| 3.                                 | «Better Together - Acoustic»            | 3:16     |  |
| 4.                                 | «Who Are You - Acoustic»                | 3:53     |  |
| 5.                                 | «Leave My Heart Out of This - Acoustic» | 3:54     |  |
| 17:56                              |                                         |          |  |

| Better Together – The Remixes |                                                   |          |  |
| N.º                           | Título                                            | Duración |  |
| 1.                            | «Don't Wanna Dance Alone - Cole Plante Remix»     | 3:55     |  |
| 2.                            | «Miss Movin' On - Papercha$er Remix»              | 4:07     |  |
| 3.                            | «Better Together - DayDrunk Remix»                | 3:16     |  |
| 4.                            | «Who Are You - Bit Error Remix»                   | 4:11     |  |
| 5.                            | «Leave My Heart Out of This - Buzz Junkies Remix» | 4:41     |  |
| 20:11                         |                                                   |          |  |

## Créditos y Personal
Créditos de Better Together adaptados de AllMusic.
Localizaciones
- Grabado en Enemy Dojo y The Guest House Studios y Arundei Studios (Calabasas, California), Westlake y R8D Studios (West Hollywood, California).

Voces
- Ally Brooke - voz principal, coros
- Normani Kordei - voz principal, coros
- Dinah Jane - voz principal, coros
- Lauren Jauregui - voz principal, coros
- Camila Cabello - voz principal, coros

Instrumentos
- Freddie Fox - guitarra
- Harmony Samuels - instrumentación
- Julian Bunetta - instrumentación

Técnica y producción
- Dan Book - producción vocal
- Jose Cardoza - ingeniero
- Peter Carlsson - ingeniero vocal
- Tom Coyne - masterización
- Jason Evigan - compositor, producción, whistle
- Rickard Göransson - producción vocal
- The Monsters - producción
- Mick Guzauski - mezcla
- Serban Ghenea - mezcla
- John Hanes - ingeniero
- Stefan Johnson - ingeniero
- Carlos King - ingeniero
- Julian Bunetta - ingeniero, mezcla, producción
- Savan Kotecha - producción vocal
- Harmony Samuels - producción
- Strangerz - producción
- Suspex - ingeniero, producción, programación
- PJ Bianco - producción

Visuales e imágenes
- Glenn Ellis - estilista
- JP Robinson - director artístico, diseño
- Julian Peploe - director artístico, diseño
- Joseph Llanes - fotografía
- Alex Verdugo - maquillaje
- Soulmaz Vosough - estilista

## Listas
| Chart (2013)                                                         | Peak position |
| -------------------------------------------------------------------- | ------------- |
| Nueva Zelanda (RMNZ)                                                 | 18            |
| Estados Unidos (Billboard 200)                                       | 6             |
| Estados Unidos (Dance/Electronic Albums) Better Together:The Remixes | 20            |
| Estados Unidos (Top Latin Albums) Juntos                             | 2             |
| Estados Unidos (Latin Pop Albums) Juntos                             | 2             |